# اوپن‌تی‌کی
اوپن‌تی‌کی (به انگلیسی: OpenTK) یک بستهٔ نرم‌افزاری و کتابخانهٔ نرم‌افزاری نرم‌افزار آزاد سی‌شارپ برای دستیابی به اوپن‌جی‌ال، اوپن‌سی‌ال و اوپن‌ای‌ال است.